# Philippe Boesmans
Cet article possède un paronyme, voir Boesman.
Œuvres principales
- Reigen (1993)
- Wintermärchen (1999)
- Au monde (2014)
- Pinocchio (2017)

Scènes principales
- La Monnaie

Philippe Boesmans, né le 17 mai 1936 à Tongres et mort le 10 avril 2022 à Bruxelles, est un compositeur belge d'origine flamande. Initié à la musique sérielle puis au spectralisme, il est reconnu pour ses opéras à partir des années 1980, principalement créés dans l'institution belge qui l'intègre en résidence, La Monnaie de Bruxelles.

## Biographie
Né le 17 mai 1936 à Tongres en Belgique et néerlandophone de naissance, Philippe Boesmans, chez qui une passion pour Richard Wagner à partir de l'adolescence déclenche une vocation musicale, étudie le piano au Conservatoire royal de Liège où il entre à l'âge de seize ans. Il y obtient le premier prix de piano en 1957. Il est initié dans un premier temps par Pierre Froidebise, en particulier à la musique sérielle et aux musiques anciennes, ainsi qu'aux compositeurs qui lui sont contemporains tels qu'Olivier Messiaen et Karlheinz Stockhausen,.
Par la suite, il part pour Bruxelles et se forme auprès de Stefan Askenase, puis entre en contact à la fin des années 1950 avec les spécialistes du postsérialisme Henri Pousseur, André Souris et Célestin Deliège. Sur les conseils de Stefan Askenase, il se détourne d'une carrière de pianiste et se concentre sur  la composition, domaine dans lequel il devient autodidacte. À partir de 1962, il travaille au sein du Centre de recherches musicales de Wallonie et il est producteur à la Radio-télévision belge de Bruxelles. Il adhère et milite au PCB, engagement qu'il poursuit pendant une vingtaine d'années. Durant les années 1962-1963, il suit des cours d'été à Darmstadt et participe à la fondation de l'ensemble Musiques nouvelles avec Henri Pousseur, Pierre Bartholomée et Jean-Louis Robert,, dans lequel il est pianiste. En parallèle, il s'intéresse au théâtre à Bruxelles et à Liège.
Il obtient en 1971 le prix Italia pour son œuvre Upon La-Mi, une pièce vocale, créée par Claude Lombard au palais des Beaux-Arts de Bruxelles avec la Société philharmonique, ce qui déclenche sa notoriété. En 1979, il compose son premier ouvrage de théâtre musical, Attitudes, créé 1979 à La Monnaie.
Dès 1980, Philippe Boesmans est repéré par le directeur de La Monnaie de Bruxelles, Gerard Mortier, qui cherche alors à renouveler la création lyrique. Travaillant alors avec Pierre Mertens sur un texte autour de la vie de Gilles de Rais, le compositeur écrit son premier opéra, La Passion de Gilles, qui voit dans ce travail un défi pour, selon ses mots, « en finir avec l'opéra », imaginant cet ouvrage comme son premier et dernier du genre. Seulement, il continue de travailler avec l'institution belge, et en 1989, le compositeur propose une orchestration de L'incoronazione di Poppea du compositeur baroque Claudio Monteverdi, mis en scène par le suisse Luc Bondy, qui marque le début d'une collaboration étroite entre les deux hommes autour de ses ouvrages lyriques. Il devient compositeur en résidence à La Monnaie, qui continue de lui commander des ouvrages, surtout des opéras, dont Reigen d'après La Ronde d'Arthur Schnitzler, créé en 1993. En tout, le compositeur écrit pour l'institution belge six de ses huit opéras, qui les fait créer entre 1983 et 2022. Le compositeur travaille par la suite avec l'écrivain de spectacles français Joël Pommerat, qui adapte avec lui deux de ses spectacles : Au monde et  Pinocchio, opéras créés en 2014 et 2017.
Les œuvres de Philippe Boesmans ont été jouées dans de nombreuses maisons d’opéra européennes, dont le Liceu de Barcelone, Darmstadt, Varsovie, Bruxelles, Metz et Avignon. Ses opéras sont régulièrement recréés sur des scènes d'envergure continentales, telles que l'Opéra de Strasbourg en 1993 pour une nouvelle production de Reigen, reprise au Théâtre du Châtelet à Paris l'année suivante.
Après la première de l'opéra Au monde le 30 mars 2014, le directeur de la Monnaie, Peter de Caluwe a dévoilé une « pastille » au nom du compositeur dans la salle de la Monnaie, en dessous de la loge royale, aux côtés des grands noms de l’opéra tels Mozart et Verdi.
Philippe Boesmans devenu une figure majeure de l'opéra contemporain du tournant des xxe et xxie siècle,, meurt le 10 avril 2022 à l'âge de 85 ans à Bruxelles où il résidait,depuis 1961.

## Langage musical
Si Philippe Boesmans, apprend et partage la musique dans le mileiu sériel et post-sériel, il reste attaché durant sa carrière au son acoustique des instruments ainsi qu'au timbre, dans la lignée du spectralisme,. Il conserve dans sa musique la consonance, le rythme et l'expressivité, n'hésitant pas à exploiter la tradition pour son propre langage musical, notamment à travers des citations textuelles qui ont pu assimiler son esthétique très personnelle au postmodernisme.
Son multilinguisme (néerlandophone, francophone, germanophone) et ses influences artistiques ancrent son style et ses choix à la fois dans les mondes germanique (plusieurs de ses opéras sont en allemand et il travaille avec Luc Bondy, suisse également bilingue franco-allemand et directeur de théâtres à Hambourg, Francfort, Cologne et Berlin) et francophone (à travers ses collaborations avec Pierre Mertens, Marie-Louise Bischofberger, Joël Pommerat et Richard Brunel).

## Œuvre
L'œuvre de Philippe Boesmans est marqué par le succès de ses opéras mais comporte également un grand nombre de compositions instrumentales et orchestrales.

### Musique instrumentale
- 1968 : Explosives pour harpe solo et dix instrumentistes
- 1972 : Fanfare II pour orgue
- 1974 : Sur Mi pour deux pianos et percussion
- 1974 : Multiples pour orchestre
- 1978 : Multiples pour ensemble instrumental
- 1976 : Doublures pour ensemble instrumental
- 1976 : Élément-Extensions pour piano et ensemble instrumental
- 1978 : Concerto pour piano et orchestre
- 1979 : Concerto pour violon et orchestre
- 1980 : Conversions pour orchestre
- 1985 : Extases pour piano, tuba et petit ensemble
- 1988 : Quatuor à cordes no 1
- 1989 : Surfing pour alto solo et ensemble instrumental
- 1991 : Day-dreams pour marimba et instruments de synthèse
- 1993 : Dreamtime pour harpe, tuba basse solo et ensemble instrumental
- 1994 : Summer Dreams pour quatuor à cordes (no 2)
- 1995-1996 : Ornamented Zone pour clarinette, alto, violoncelle et piano
- 2002 : Fanfare III pour aulochrome (nouvel instrument à vent) et orchestre
- 1994-2004 : Tunes pour piano
- 2006 : Sextuor à clavier pour quintette à cordes et piano
- 2010 : Capriccio pour deux pianos et orchestre
- 2010 : Chambres d'à-côté pour ensemble instrumental
- 2018 : Fin de nuit pour piano et orchestre

Musiques de film
- 1973 : Ne pas stagner de Boris Lehman
- 1978 : Magnum Begynasium Bruxellense de Boris Lehman
- 1983 : Couples, Regards, Positions de Boris Lehmann
- 2010 : Rendez-vous avec un ange de Sophie de Daruvar et Yves Thomas

### Musique vocale
- 1970 : Upon La-Mi pour voix, cor en fa et ensemble instrumental
- 1971 : Evil Flowers pour voix et petit ensemble (inédit)
- 1976 : Intervalles III pour soprano et orchestre
- 1986 : Dowland' Songs pour voix et petit ensemble (inédit)
- 1987-1989 : Trakl-lieder pour soprano et orchestre, sur des textes du poète autrichien Georg Trakl
- 1993 : Love and Dance Tunes pour baryton et piano d’après des sonnets de William Shakespeare
- 1996 :  Season's Dream pour voix et piano, pour le concours international Reine Élisabeth de Belgique
- 2001-2002 : L'Eau douce du pardon pour voix et orchestre de chambre, en français d’après des poèmes de Rainer Maria Rilke
- 2003 : Le Bâillement d'Éole pour chœur d'enfants a cappella

### Opéras / Théâtre musical
- 1979 : Attitudes, spectacle musical en vingt-deux tableaux, pour vocaliste, deux pianos, synthétiseur et percussion (inédit) ;
- 1983 : La Passion de Gilles, opéra en trois actes, livret de Pierre Mertens, créé le 18 octobre 1983 à La Monnaie de Bruxelles ;
- 1989 : Le Couronnement de Poppée de Monteverdi [réalisation orchestrale] créé à La Monnaie de Bruxelles. Revu en Poppea e Nerone, créé au Teatro Real de Madrid en 2012 ;
- 1993 : Reigen, opéra en 10 scènes, livret de Luc Bondy d’après La Ronde (Der Reigen) d’Arthur Schnitzler, créé en mars 1993 à La Monnaie de Bruxelles ;
- 1999 : Wintermärchen, opéra en quatre actes, livret de Luc Bondy et Marie-Louise Bischofberger d'après Le Conte d'hiver (The Winter's Tale) de William Shakespeare ;
- 2001 : L'Annonce faite à Marie, musique de scène pour la pièce de Paul Claudel, en collaboration avec Fabrizio Cassol, pour cinq voix et cor (inédit) ;
- 2005 : Julie, opéra en un acte, livret de Luc Bondy et Marie-Louise Bischofberger d’après Mademoiselle Julie (Fröken Julie) d’August Strindberg, créé le 8 mars 2005 à La Monnaie de Bruxelles. Parution en DVD chez Bel Air Classiques en 2007 ;
- 2009 : Yvonne, princesse de Bourgogne, « comédie tragique en quatre actes et en musique », livret de Luc Bondy et Marie-Louise Bischofberger, d’après la pièce homonyme de Witold Gombrowicz[13], créée le 24 janvier 2009 à l'Opéra Garnier sous la direction de Sylvain Cambreling en langue française ;
- 2014 : Au monde, opéra en vingt scènes, livret de Philippe Boesmans et Joël Pommerat d’après son spectacle éponyme (2004), créé le 30 mars 2014 La Monnaie de Bruxelles dans une mise en scène de Joël Pommerat et sous la direction de Patrick Davin[14] ;
- 2017 : Pinocchio, opéra en vingt-trois scènes, ouverture, prologue et épilogue, livret de Philippe Boesmans et Joël Pommerat d’après son spectacle éponyme (2008), créé le 3 juillet 2017 au Grand Théâtre de Provence d’Aix-en-Provence, dans le cadre du Festival international d’art lyrique dans une mise en scène de Joël Pommerat et sous la direction d’Emilio Pommarico[15] ;
- 2022 : On purge bébé !, livret adapté par Richard Brunel d'après la pièce homonyme de Georges Feydeau, créé en décembre 2022 à La Monnaie de Bruxelles (posth.) puis reprise à l'Opéra de Lyon en juin 2023.

## Discographie partielle
- 2019 : Fin de nuit[16] avec Capricio et Concerto pour violon chez Cypres[17]
- 2018 : Pinocchio[18] Chez Cypres
- 2015 : Au Monde[19], chez Cypres
- 2011 : Chambres d'à Coté[20] chez Cypres
- 2011 : Reigen[21], chez Cypres
- 2009 : Tunes[22], (intégrale de la musique de piano) et Surfing pour alto solo et ensemble instrumental par David Lively (piano), Christophe Desjardins (alto), chez Cypres, 2009
- 2005 : Julie[23], opéra en un acte d’après August Strindberg, livret de Luc Bondy avec Malena Ernman, chez Cypres
- 1982 : Concerto pour violon, Conversions, Concerto pour piano[24], les Concerto pour piano et orchestre, Concerto pour violon et orchestre et Conversions pour orchestre par Richard Piéta (violon), Marcelle Mercenier (piano), Orchestre philharmonique royal de Liège, Pierre Bartholomée (dir.), enregistré à la Salle philharmonique de Liège en 1978 et 1982, chez Cypres, 1998

Prix de l’académie Charles-Cros, prix international Koussevitsky, prix Caecilia
- Summer Dreams (Quatuor à cordes no 2), Love and Dance Tunes et Ornamented Zone par le quatuor Arditti, Dale Duesing (baryton), Jean-Luc Plouvier (piano) et l’ensemble Musiques Nouvelles - CD Ricercar

#### Entretiens
- Marie-Aude Roux, « Philippe Boesmans : "Pour écrire un opéra, il faut aimer les gens" », Le Monde,‎ 3 juillet 2017 (lire en ligne ).

#### Ressources
- Ressources relatives à la musique :   - BRAHMS
  - Discogs
  - Grove Music Online
  - MGG Online
  - MusicBrainz
  - Muziekweb
  - Répertoire international des sources musicales
- Ressources relatives au spectacle :   - Archives suisses des arts de la scène
  - Les Archives du spectacle
  - Kunstenpunt
- Ressource relative à plusieurs domaines :   - Radio France
- Ressource relative à l'audiovisuel :   - IMDb
- Notices dans des dictionnaires ou encyclopédies généralistes :   - Deutsche Biographie
  - Larousse
  - Universalis
- Notices d'autorité :   - VIAF
  - ISNI
  - BnF (données)
  - IdRef
  - LCCN
  - GND
  - Italie
  - CiNii
  - Belgique
  - Pays-Bas
  - Pologne
  - Israël
  - Norvège
  - Croatie
  - WorldCat